# Sommer-Paralympics 2024/Teilnehmer (Malawi)
| stlisierte Goldmedaille | stlisierte Silbermedaille | stlisierte Bronzemedaille |
| ----------------------- | ------------------------- | ------------------------- |
| —                       | —                         | —                         |

Malawi entsandte für die Paralympischen Spiele 2024 in Paris zwei Leichtathleten.

## Teilnehmer

### Leichtathletik
| Athleten                                       | Klassifizierung | Wettbewerb | Vorlauf/Vorkampf | Vorlauf/Vorkampf | Halbfinale    | Halbfinale    | Finale        | Finale        | Rang |
| Athleten                                       | Klassifizierung | Wettbewerb | Zeit/Weite       | Rang             | Zeit/Weite    | Rang          | Zeit/Weite    | Rang          | Rang |
| ---------------------------------------------- | --------------- | ---------- | ---------------- | ---------------- | ------------- | ------------- | ------------- | ------------- | ---- |
| Frauen                                         |                 |            |                  |                  |               |               |               |               |      |
| Estere Nagoli Begleiter: Charles Luciano Phiri | T12             | 200 m      | 32,11 s (PB)     | 18               | ausgeschieden | ausgeschieden | ausgeschieden | ausgeschieden | 18   |
| Männer                                         |                 |            |                  |                  |               |               |               |               |      |
| Moses Misoya                                   | T13             | 400 m      | —                | —                | —             | —             | 54,27 s (PB)  | 8             | 8    |

PB: Persönliche Bestleistung